# Belmonte (Schiff, 1914)
Die Belmonte (Hilfsschiff B) war ein deutscher Dreimast-Gaffelschoner. Sie wurde im Ersten Weltkrieg von der Kaiserlichen Marine als Hilfsschiff erworben. Neben der Friedeburg war sie das einzige Segelschiff in der Deutschen Marinegeschichte, das als U-Boot-Falle eingesetzt wurde.

## Technische Daten und Einsatz
Die Belmonte lief 1914 auf der Werft von Stocks & Kolbe in Kiel vom Stapel und wurde von der Firma G. W. Bley in Kiel bereedert. Ihre Größe betrug 193 BRT bzw. ca. 315 Tonnen. Die Länge betrug 37,51 m, die Breite 6,79 m, der Tiefgang 2,07 m. Sie verfügte offenbar über einen Hilfsmotor, der ihr unabhängig vom Wind eine Geschwindigkeit von 4 Knoten ermöglichte.
Am 30. August 1916 wurde sie mit der Bezeichnung Hilfsschiff B als U-Boot-Falle in Dienst gestellt. Ihr Deckname war Antje, der legendierte Heimathafen Papenburg. Hierzu verfügte sie über eine Bewaffnung von zwei verdeckt aufgestellten veralteten Schnellfeuergeschützen Kaliber 10,5 cm sowie vier verdeckt aufgestellten Maschinengewehren. Ihre Besatzung als Hilfsschiff betrug 23 Mann. Über Einzelheiten ihres Einsatzes ist bislang nichts bekannt. Sie wurde im Dezember 1917 außer Dienst gestellt, da sie aufgrund ihres geringen Tiefgangs eine ungewöhnlich große Abdrift besaß und für derartige Operationen ungeeignet war.
1920 wurde sie, vermutlich als Kriegsbeute aufgrund des Versailler Vertrags, nach Brasilien abgeliefert oder aber dorthin verkauft. Sie sank am 18. Dezember 1941 im Hafen von São Paulo nach der Kollision mit der Norma, über die keine Angaben vorliegen.

## Abbildungen
Bei Gröner ist ein Seitenriss von W. Kramer reproduziert, bei Fritz Otto Busch ein Foto mit Deckansicht, auf dem eines der Geschütze ohne Tarnung zu sehen ist sowie einige Besatzungsmitglieder.